# Pilosocereus
Pilosocereus is een geslacht van cactussen. De soorten komen voor in Mexico, Centraal-Amerika, op de Caraïben en in het uiterste zuiden van Florida, in Colombia, Venezuela, Guyana, Suriname, Ecuador, Peru, Brazilië und Paraguay.

## Soorten
- Pilosocereus albisummus P.J.Braun & Esteves
- Pilosocereus alensis (F.A.C.Weber) Byles & G.D.Rowley
- Pilosocereus arrabidae (Lem.) Byles & G.D.Rowley
- Pilosocereus aureispinus (Buining & Brederoo) F.Ritter
- Pilosocereus aurisetus (Werderm.) Byles & G.D.Rowley
- Pilosocereus azulensis N.P.Taylor & Zappi
- Pilosocereus bohlei Hofacker
- Pilosocereus brasiliensis (Britton & Rose) Backeb.
- Pilosocereus catingicola (Gürke) Byles & G.D.Rowley
- Pilosocereus chrysacanthus (F.A.C.Weber ex K.Schum.) Byles & G.D.Rowley
- Pilosocereus chrysostele (Vaupel) Byles & G.D.Rowley
- Pilosocereus densiareolatus F.Ritter
- Pilosocereus diersianus (Esteves) P.J.Braun
- Pilosocereus estevesii P.J.Braun
- Pilosocereus flavipulvinatus (Buining & Brederoo) F.Ritter
- Pilosocereus flexibilispinus P.J.Braun & Esteves
- Pilosocereus floccosus Byles & G.D.Rowley
- Pilosocereus frewenii Zappi & N.P.Taylor
- Pilosocereus fulvilanatus (Buining & Brederoo) F.Ritter
- Pilosocereus glaucescens
- Pilosocereus glaucochrous (Werderm.) Byles & G.D.Rowley
- Pilosocereus goianus P.J.Braun & Esteves
- Pilosocereus gounellei (F.A.C.Weber) Byles & G.D.Rowley
- Pilosocereus hermii P.J.Braun, Esteves & Hofacker
- Pilosocereus lanuginosus (L.) Byles & G.D.Rowley
- Pilosocereus leucocephalus (Poselg.) Byles & G.D.Rowley
- Pilosocereus machrisii (E.Y.Dawson) Backeb.
- Pilosocereus magnificus (Buining & Brederoo) F.Ritter
- Pilosocereus mollispinus P.J.Braun & Esteves
- Pilosocereus multicostatus F.Ritter
- Pilosocereus occultiflorus P.J.Braun & Esteves
- Pilosocereus oligolepis (Vaupel) Byles & G.D.Rowley
- Pilosocereus pachycladus F.Ritter
- Pilosocereus pentaedrophorus (Cels) Byles & G.D.Rowley
- Pilosocereus piauhyensis (Gürke) Byles & G.D.Rowley
- Pilosocereus polygonus (Lam.) Byles & G.D.Rowley
- Pilosocereus pseudosuperfloccosus P.J.Braun & Esteves
- Pilosocereus purpusii (Britton & Rose) Byles & G.D.Rowley
- Pilosocereus quadricentralis (E.Y.Dawson) Backeb.
- Pilosocereus robinii (Lem.) Byles & G.D.Rowley
- Pilosocereus royenii (L.) Byles & G.D.Rowley
- Pilosocereus tuberculatus (Werderm.) Byles & G.D.Rowley
- Pilosocereus ulei (K.Schum.) Byles & G.D.Rowley
- Pilosocereus vilaboensis (Diers & Esteves) P.J.Braun

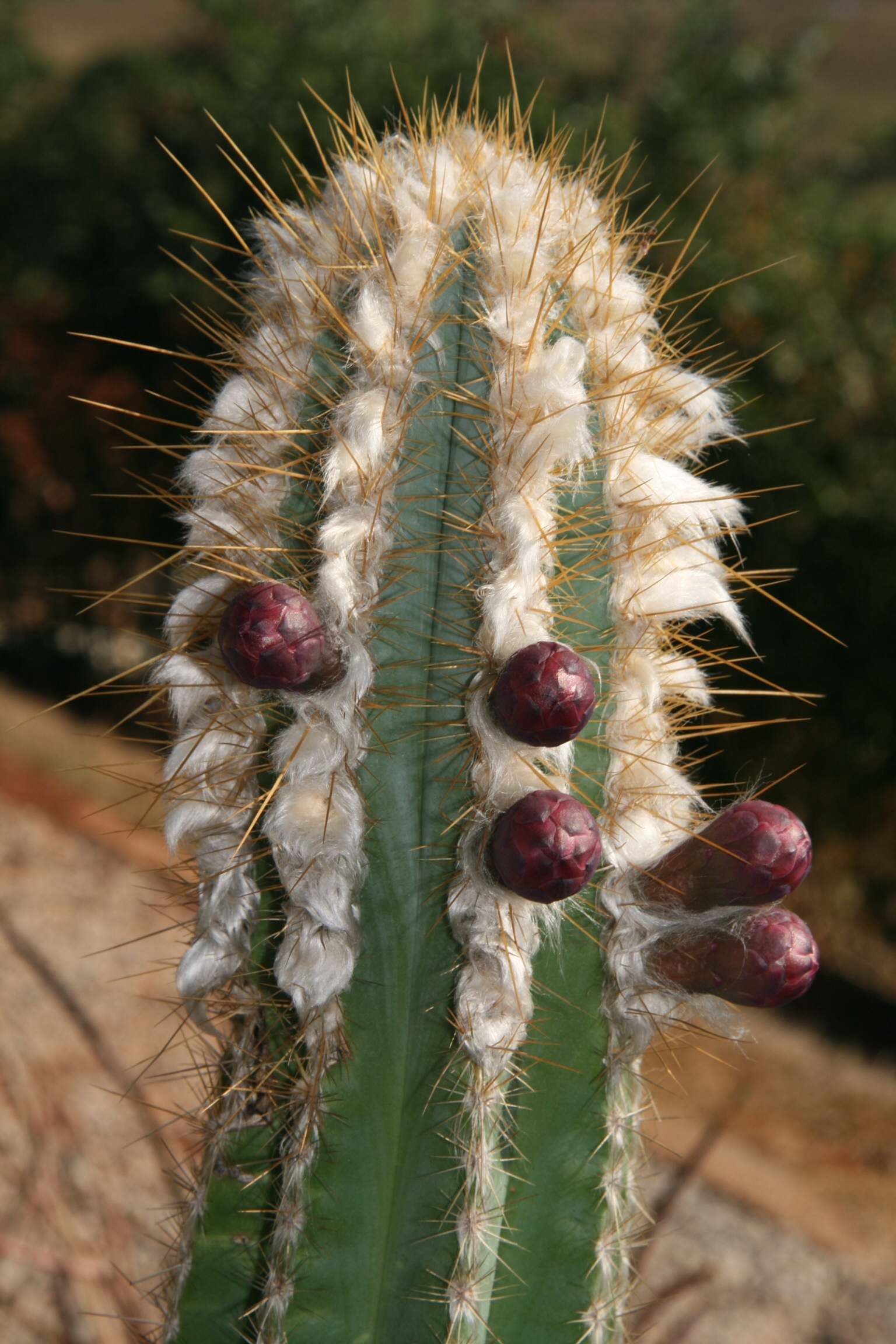
Pilosocereus albisummus
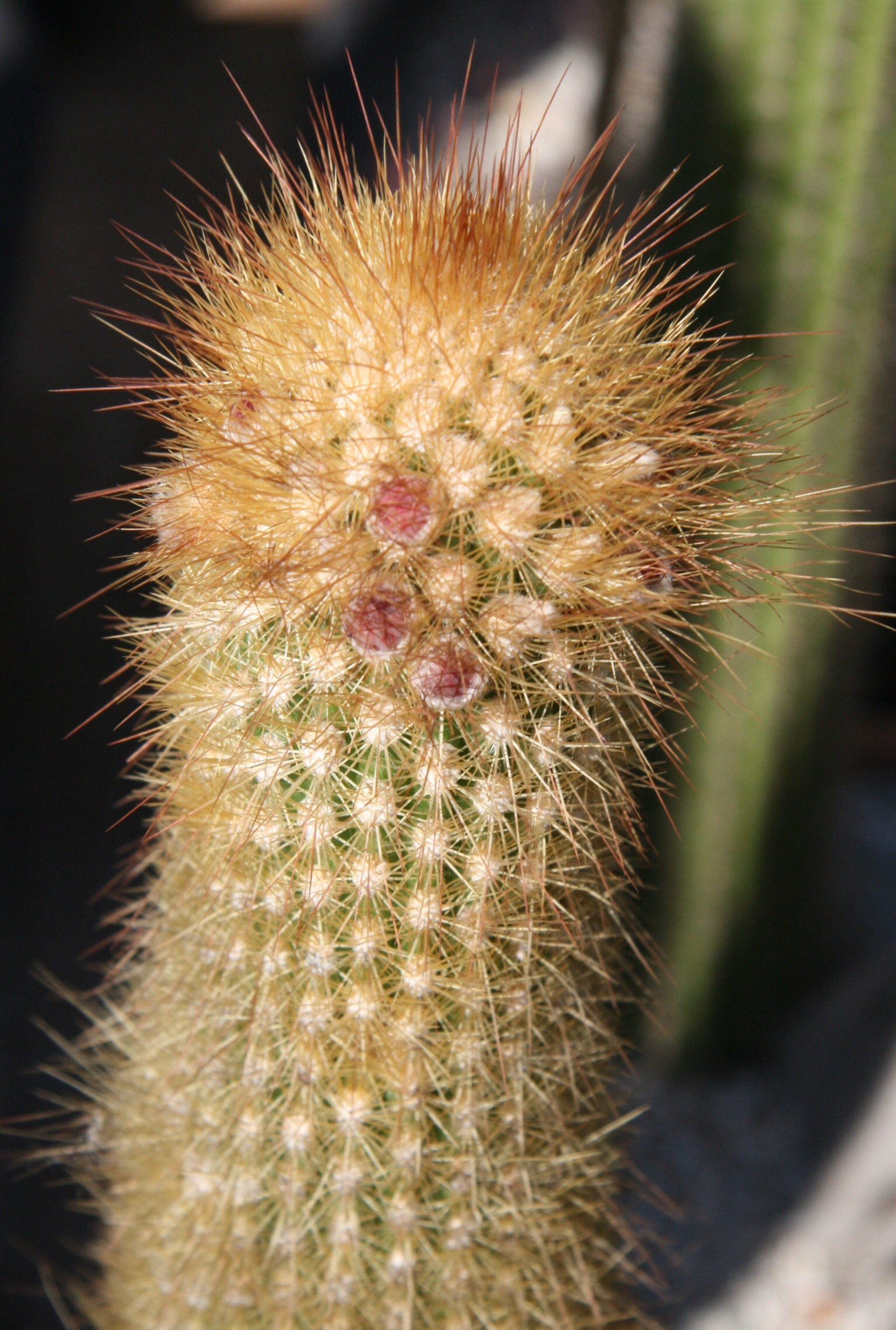
Pilosocereus aureispinus
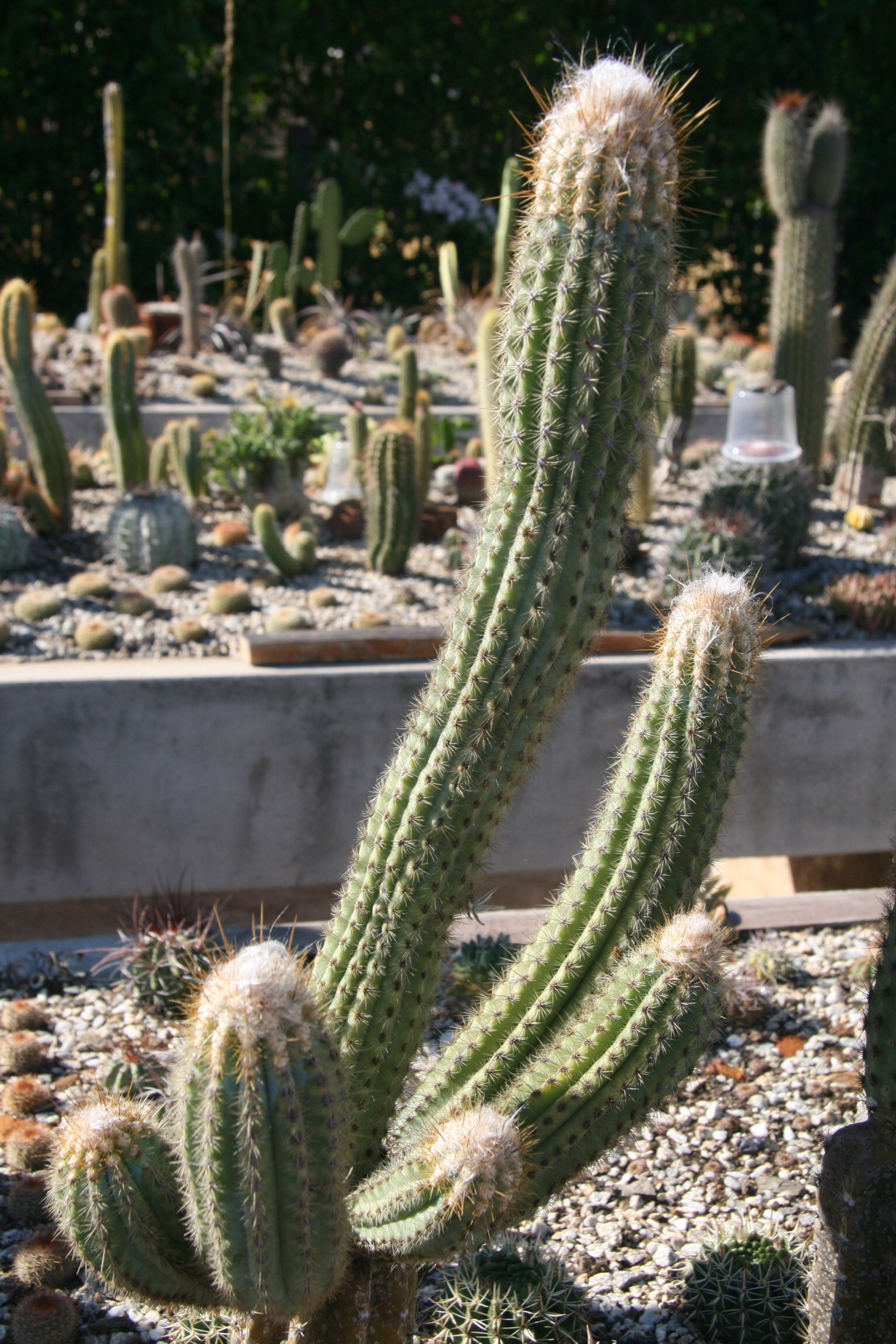
Pilosocereus bohlei
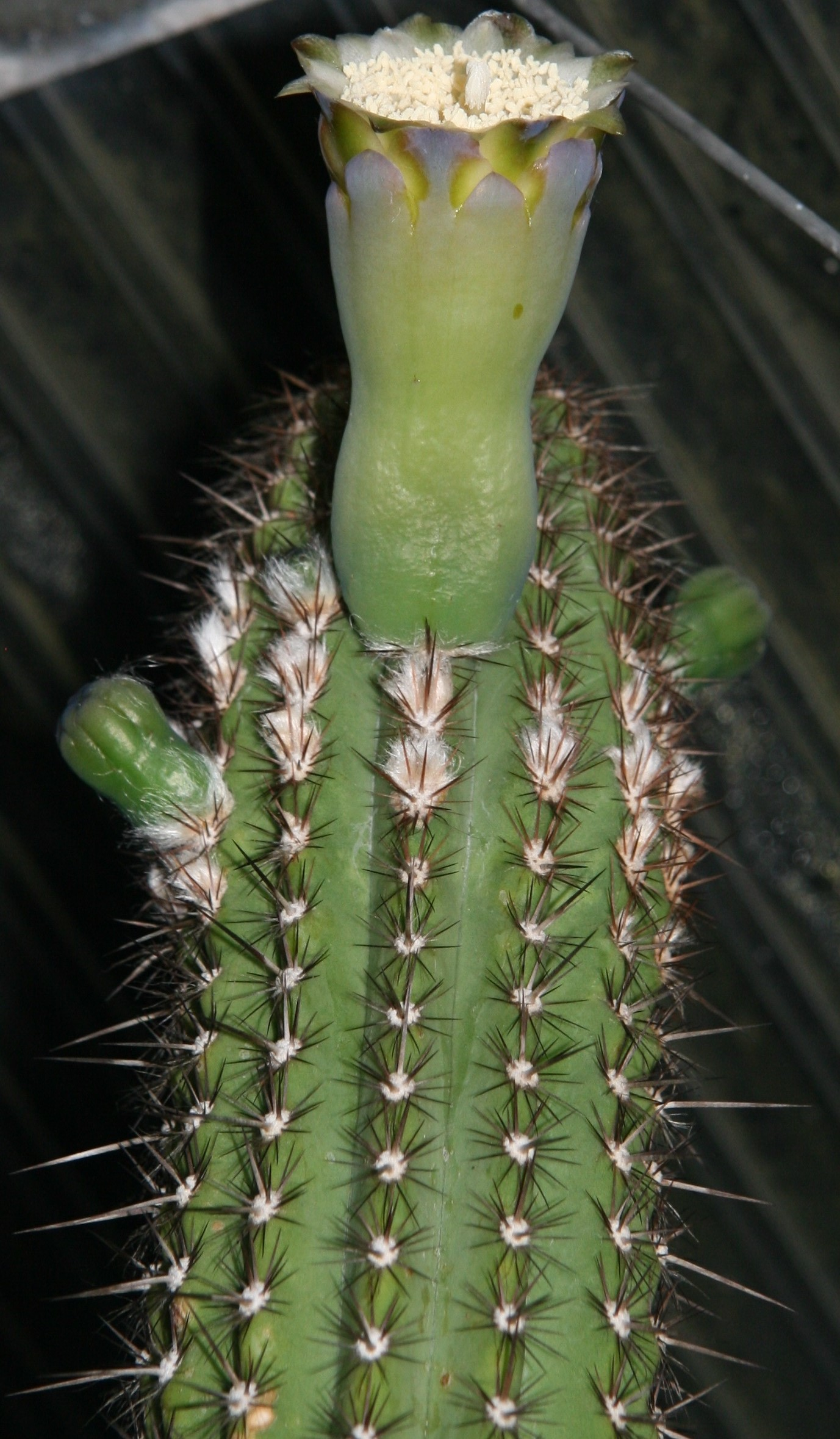
Pilosocereus catingicola
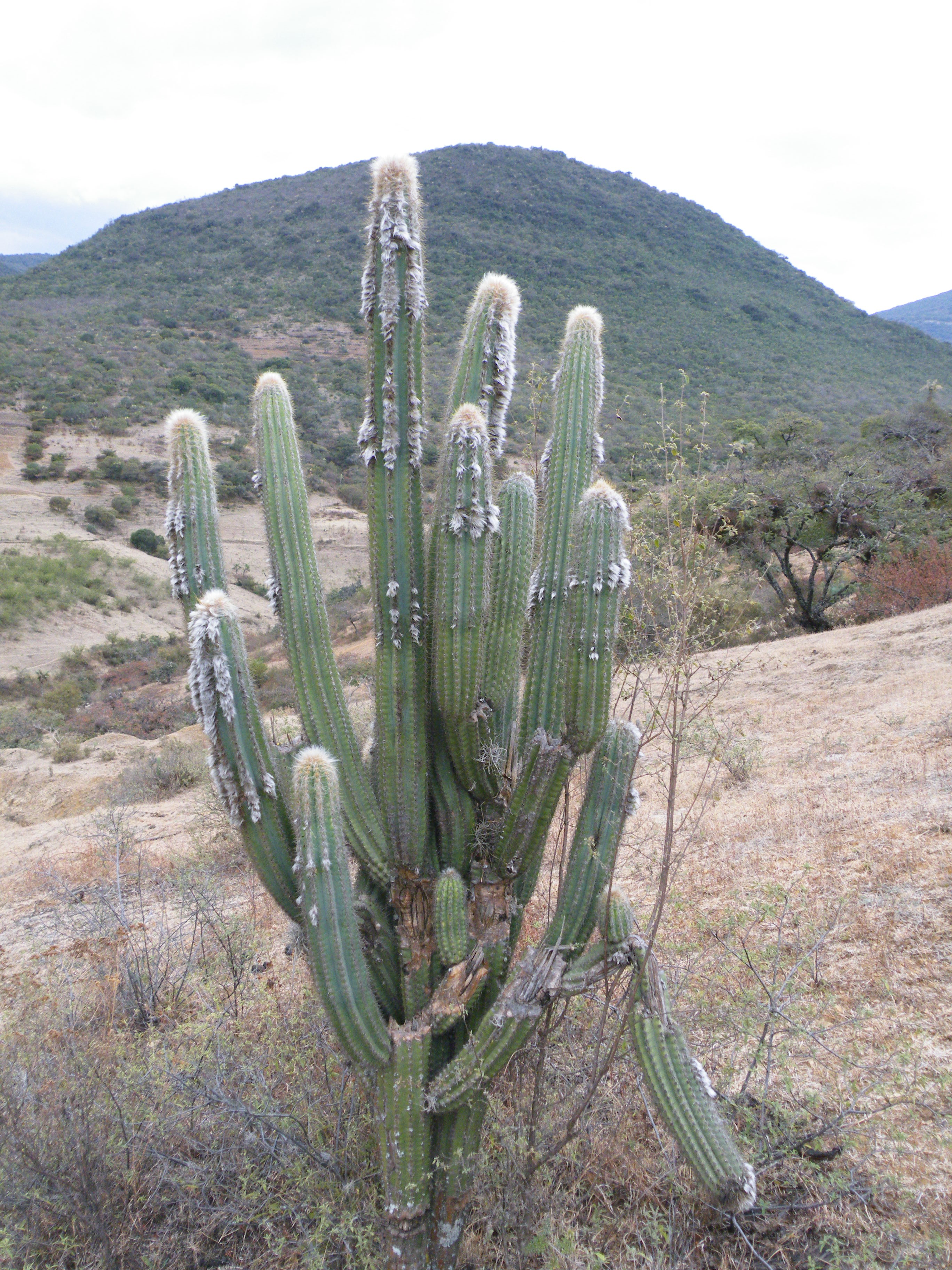
Pilosocereus chrysacanthus
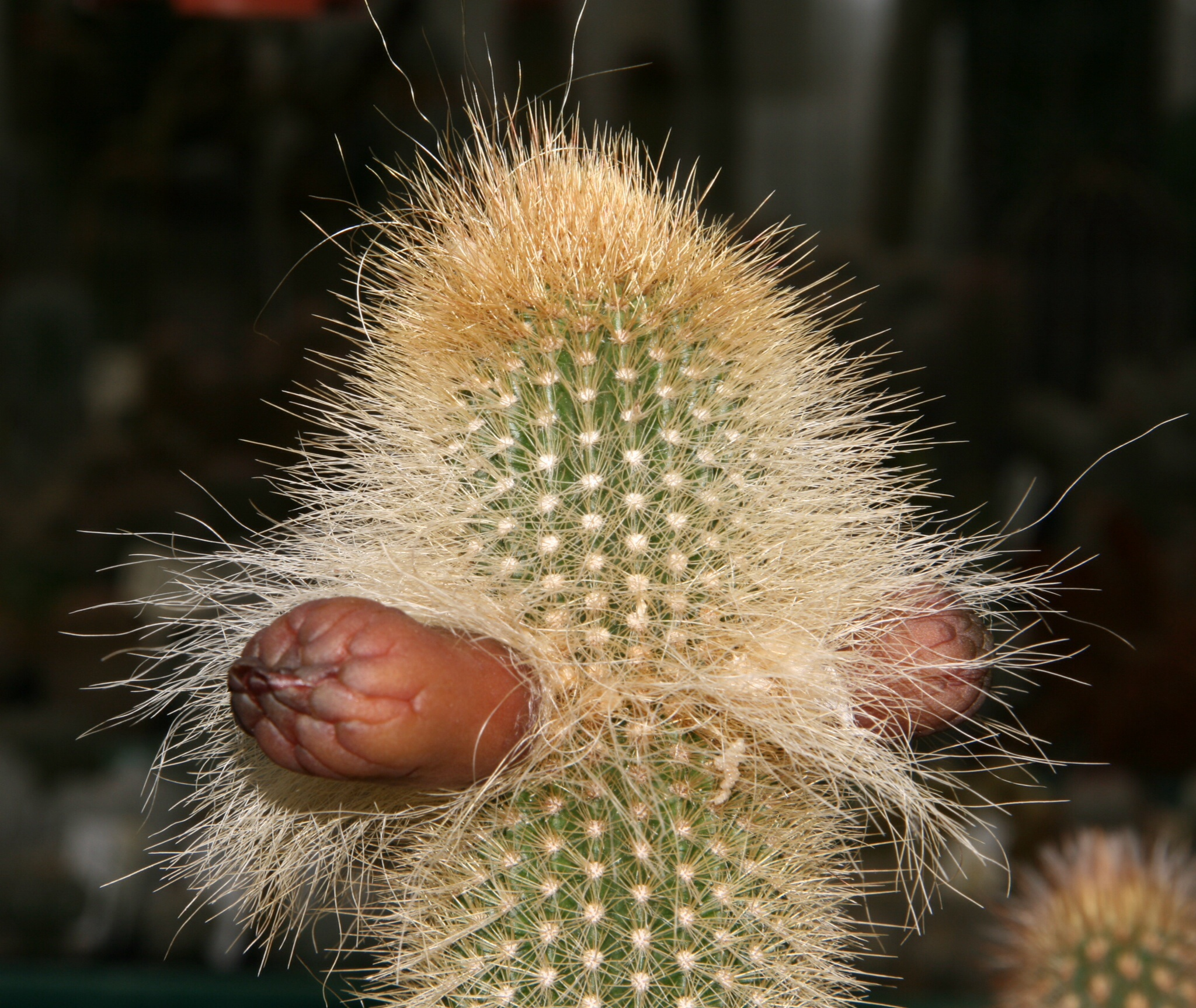
Pilosocereus chrysostele
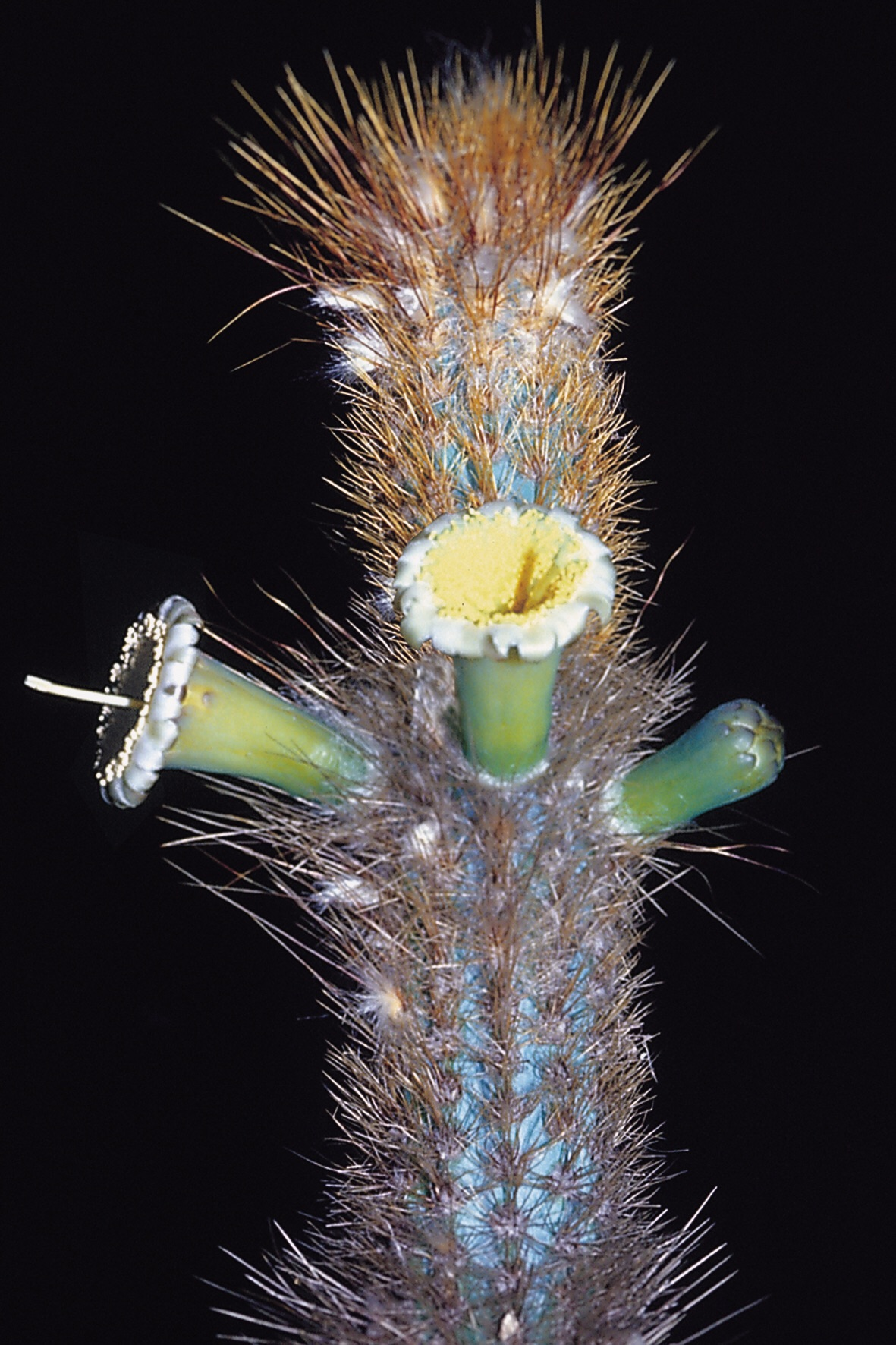
Pilosocereus estevesii
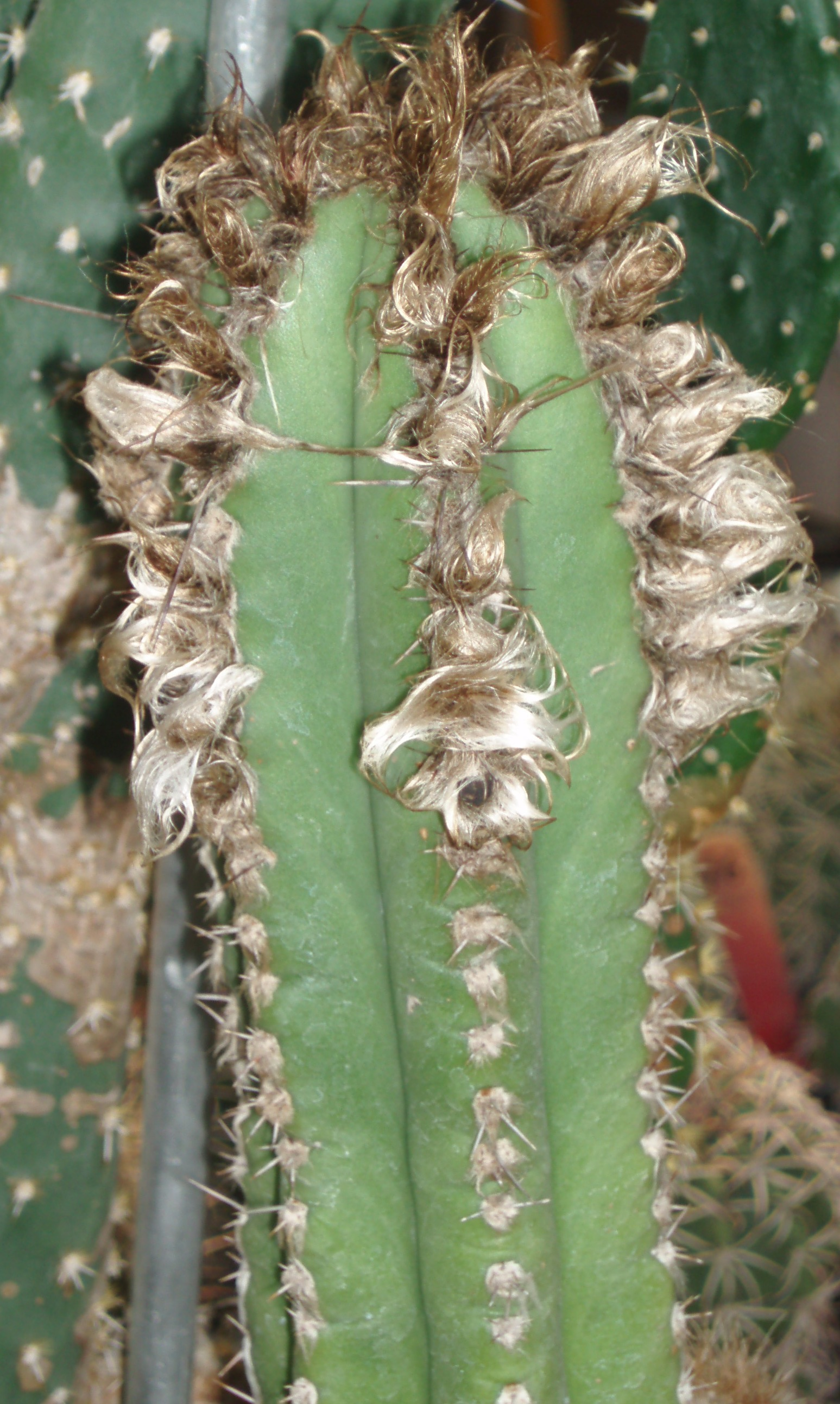
Pilosocereus floccosus
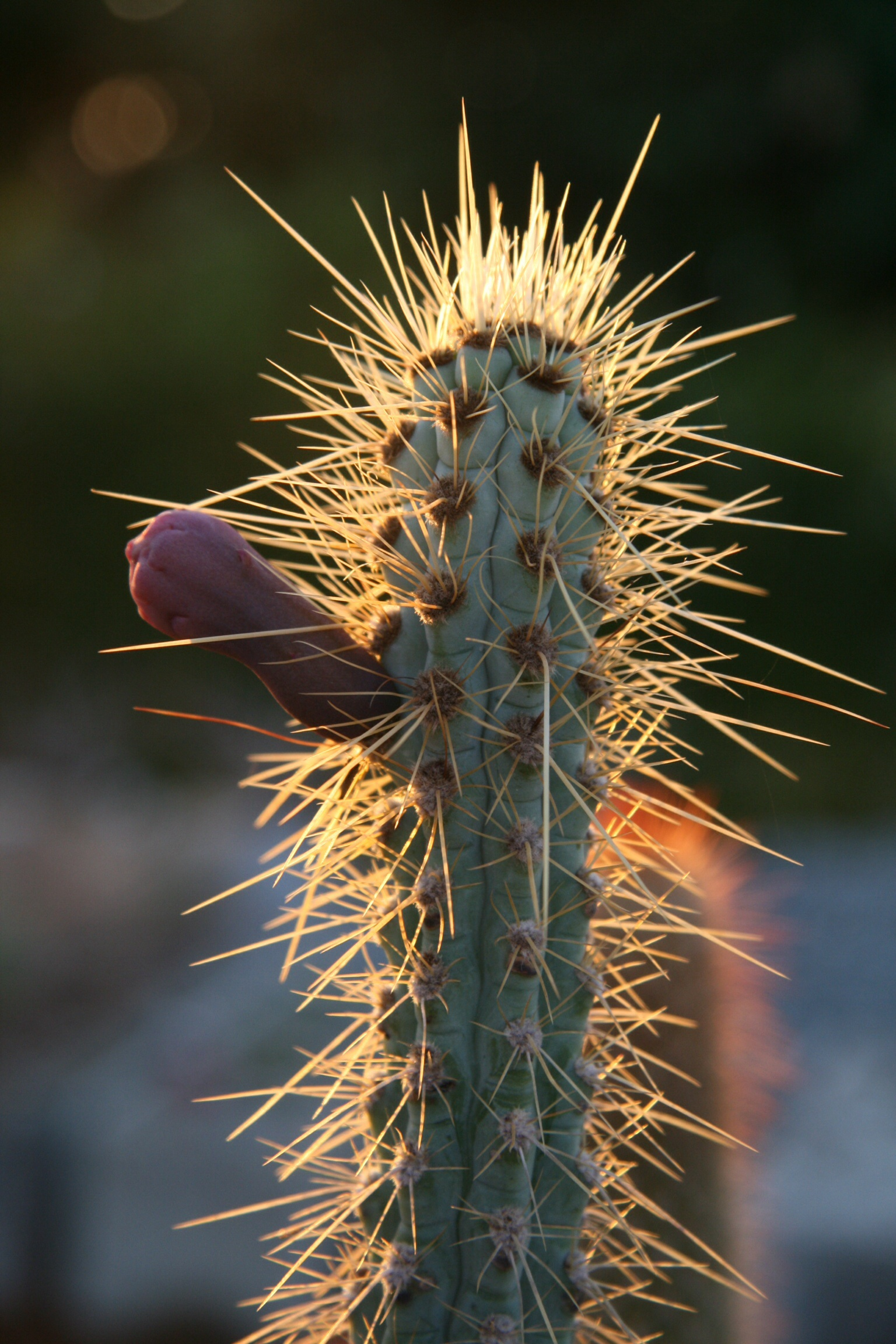
Pilosocereus glaucochrous
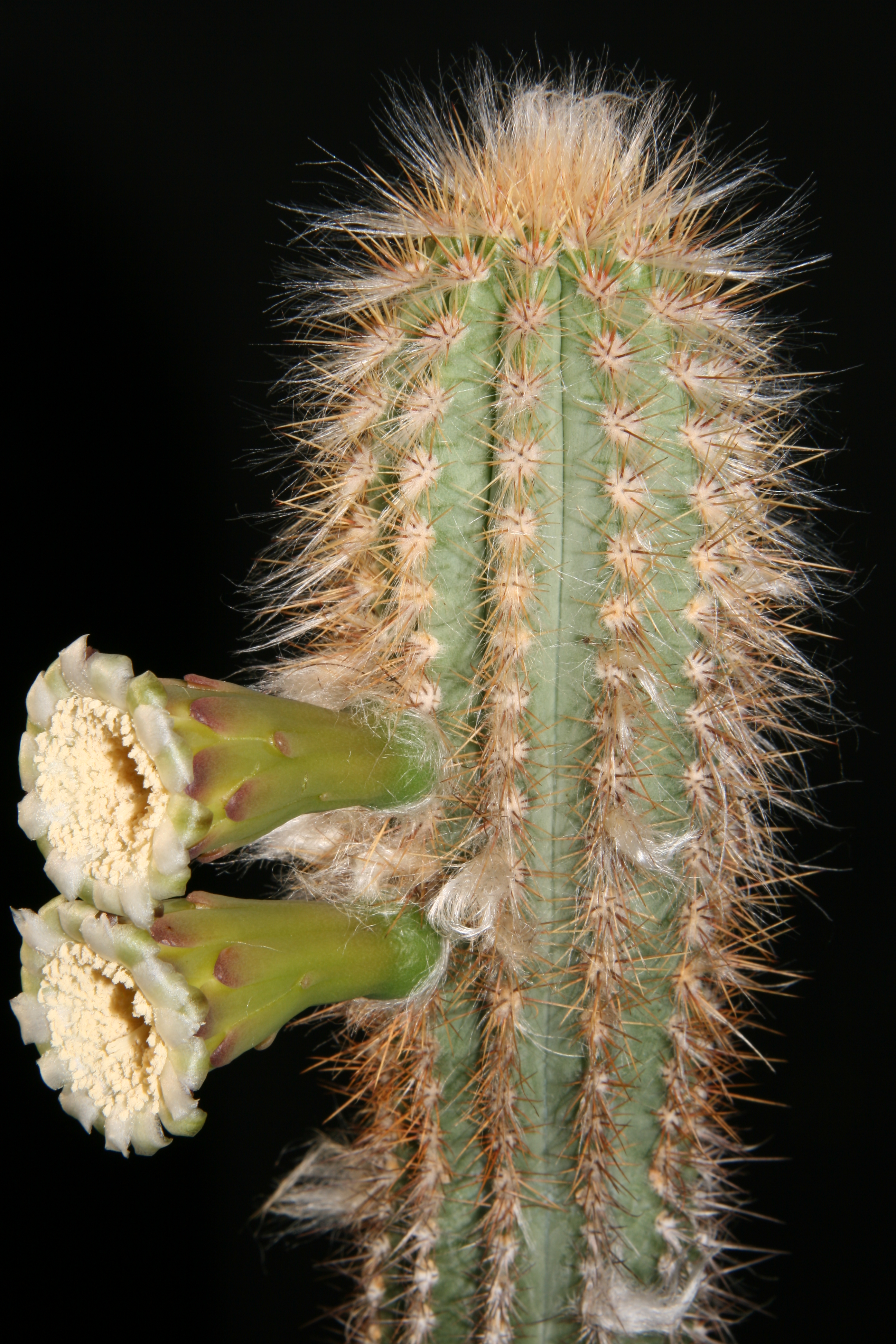
Pilosocereus goianus
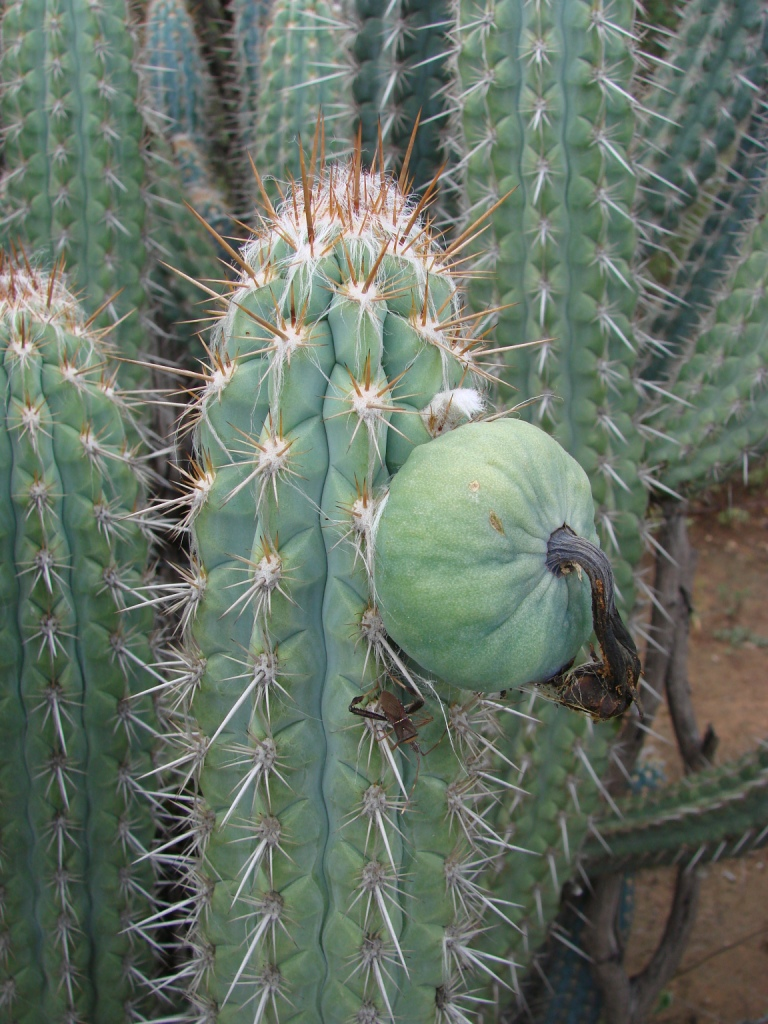
Pilosocereus gounellei
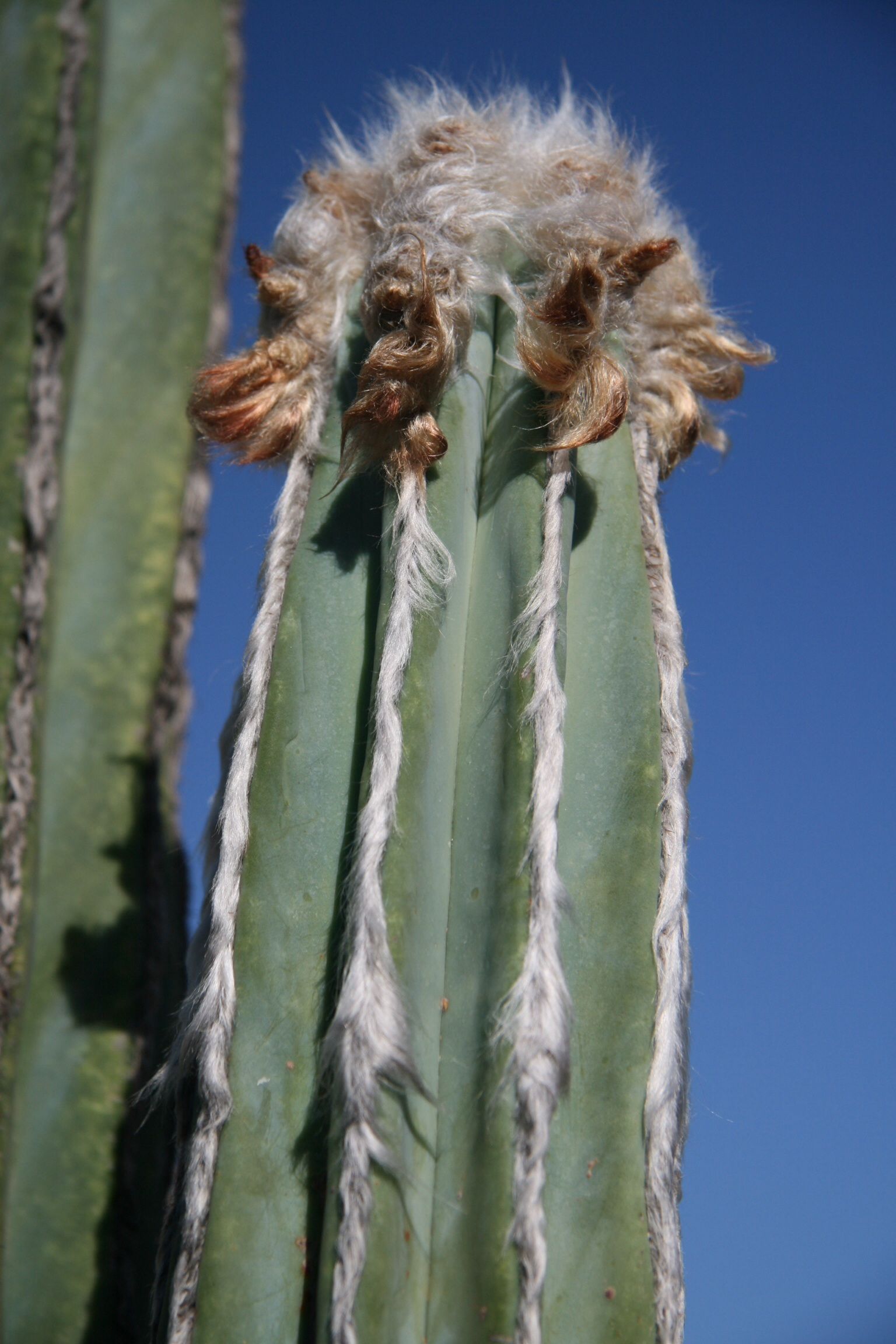
Pilosocereus hermii
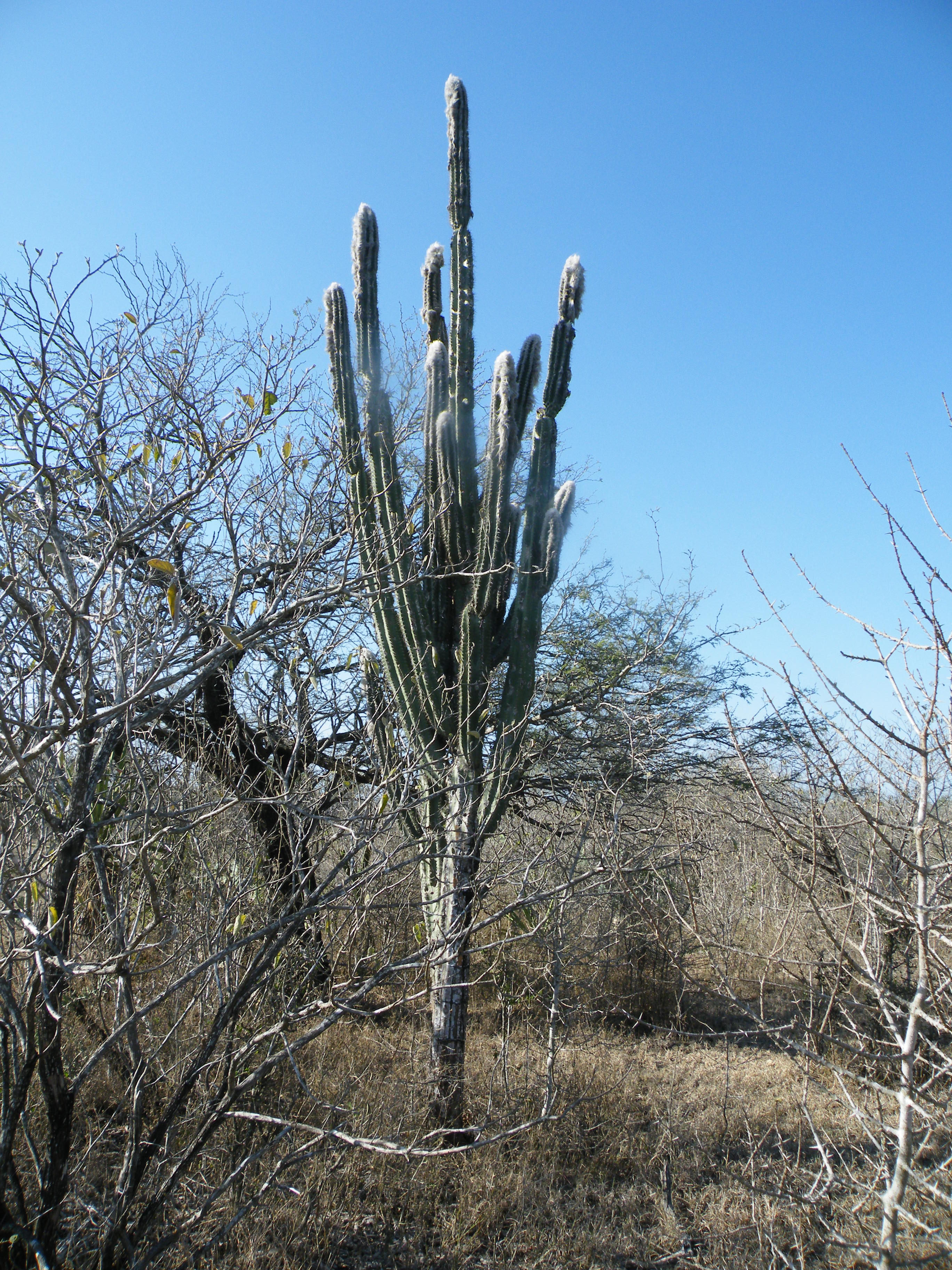
Pilosocereus leucocephalus
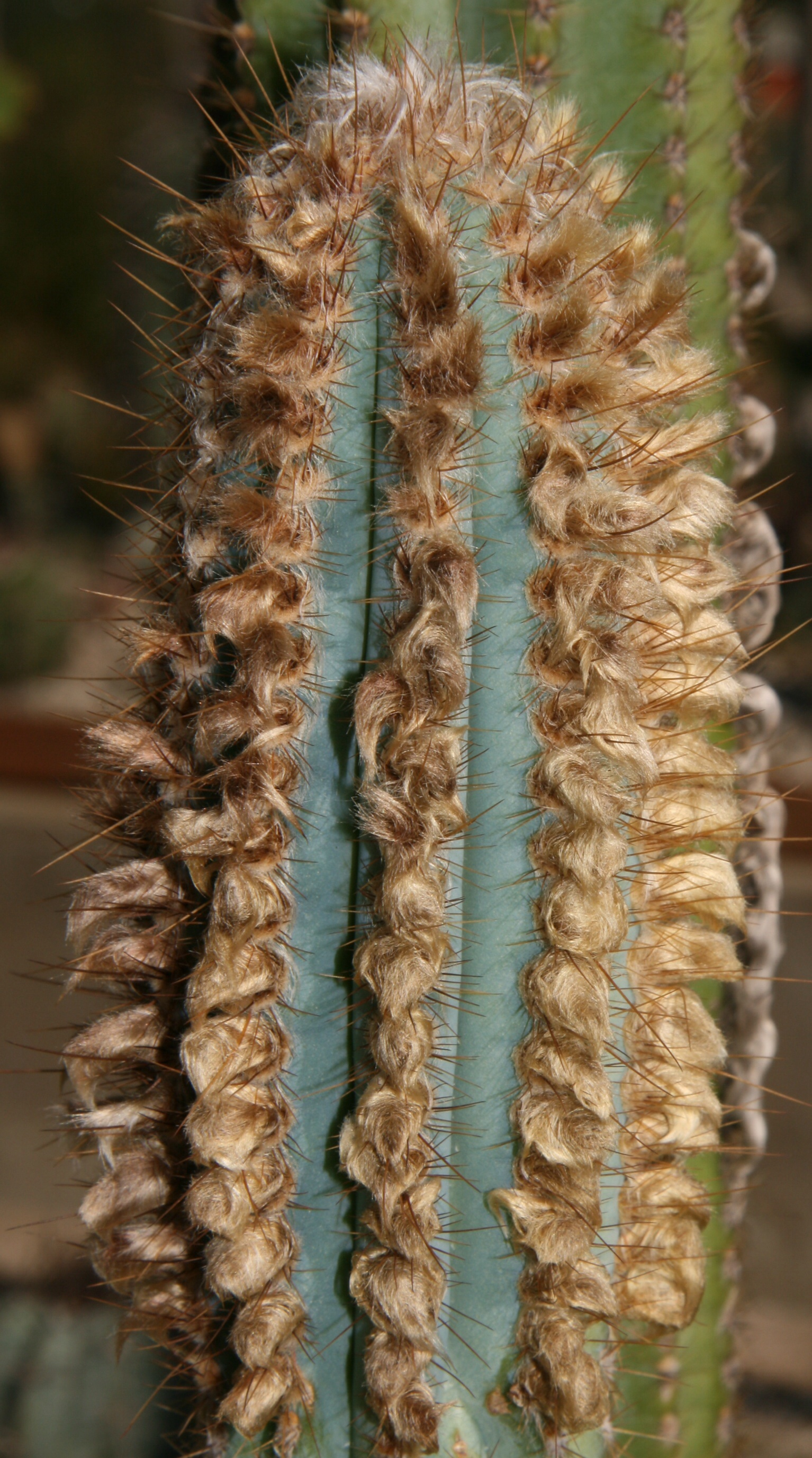
Pilosocereus machrisii
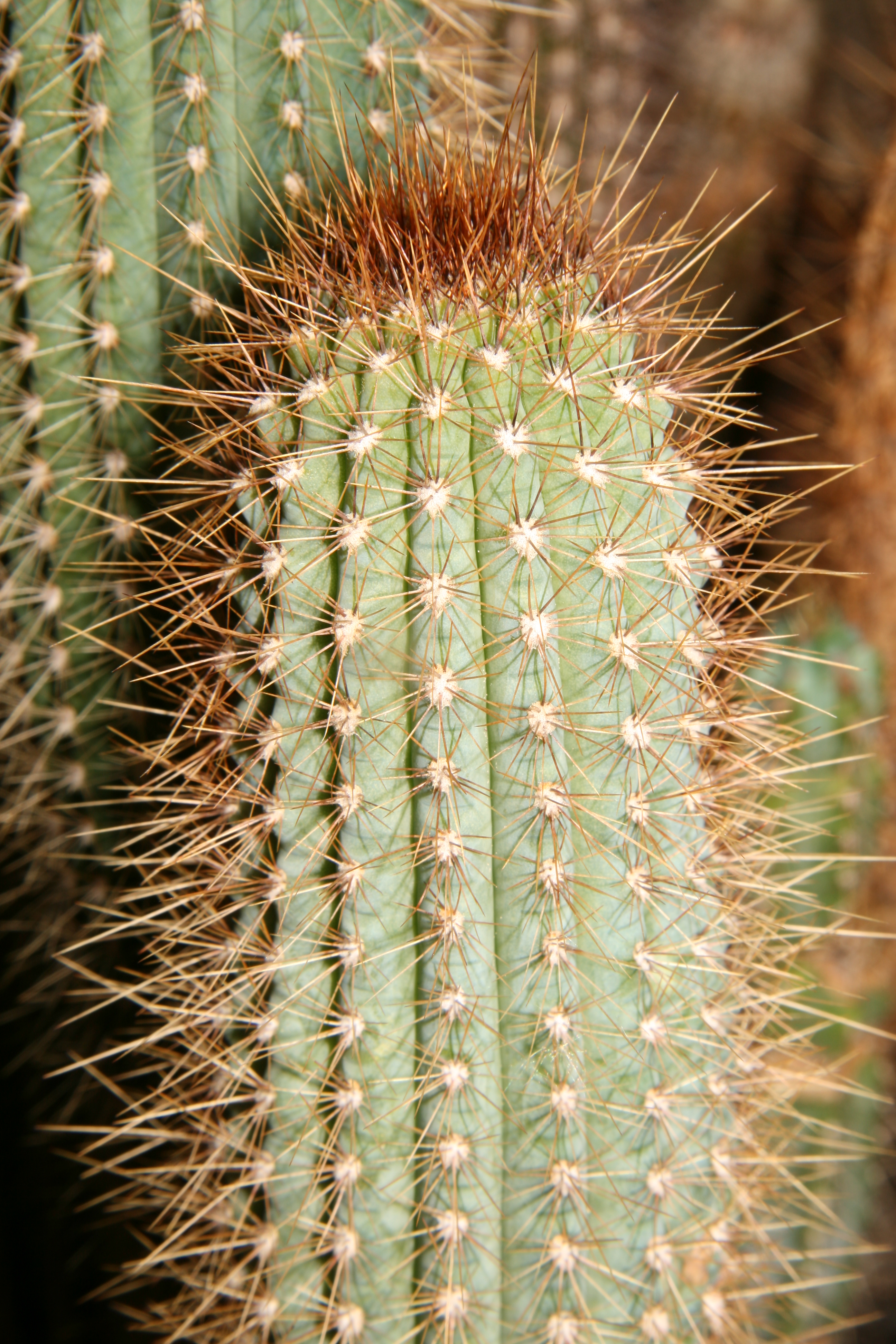
Pilosocereus mollispinus
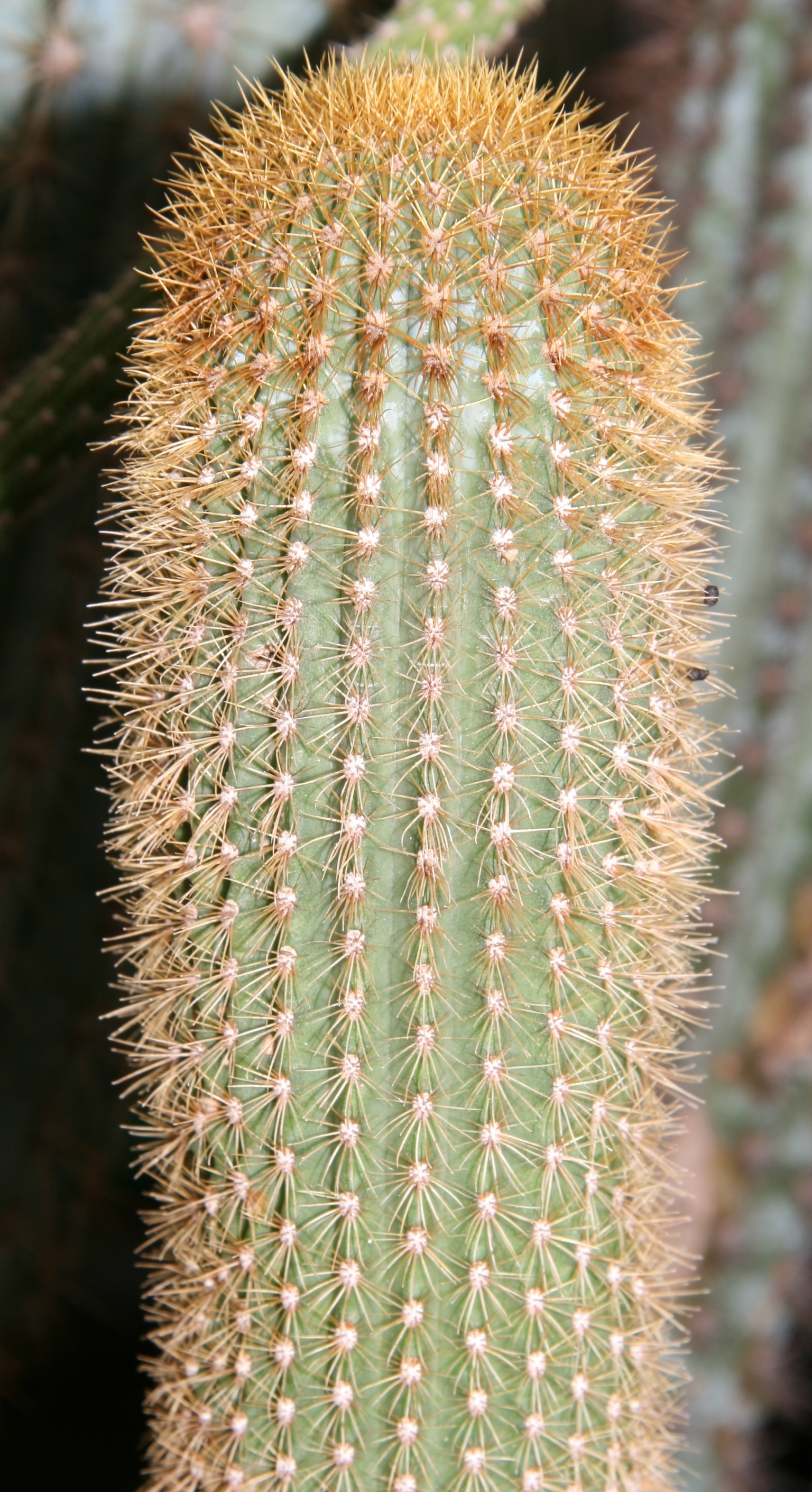
Pilosocereus multicostatus
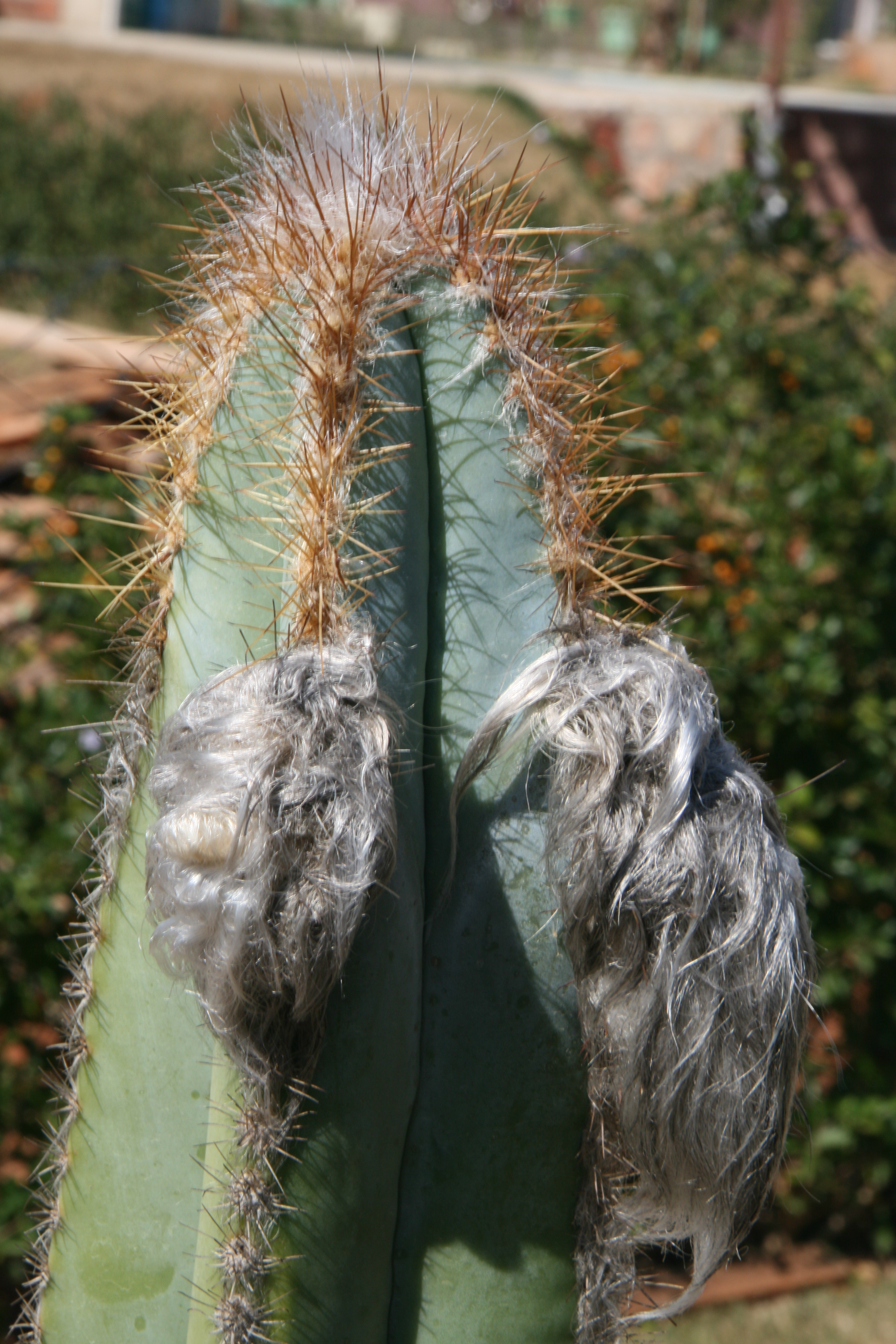
Pilosocereus occultiflorus
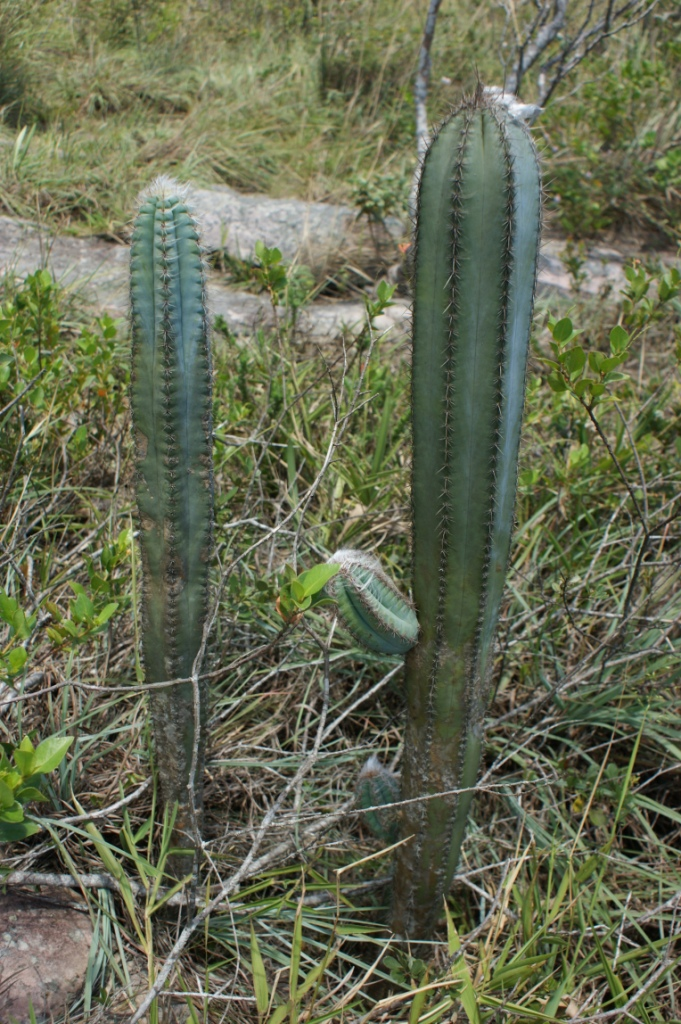
Pilosocereus pachycladus
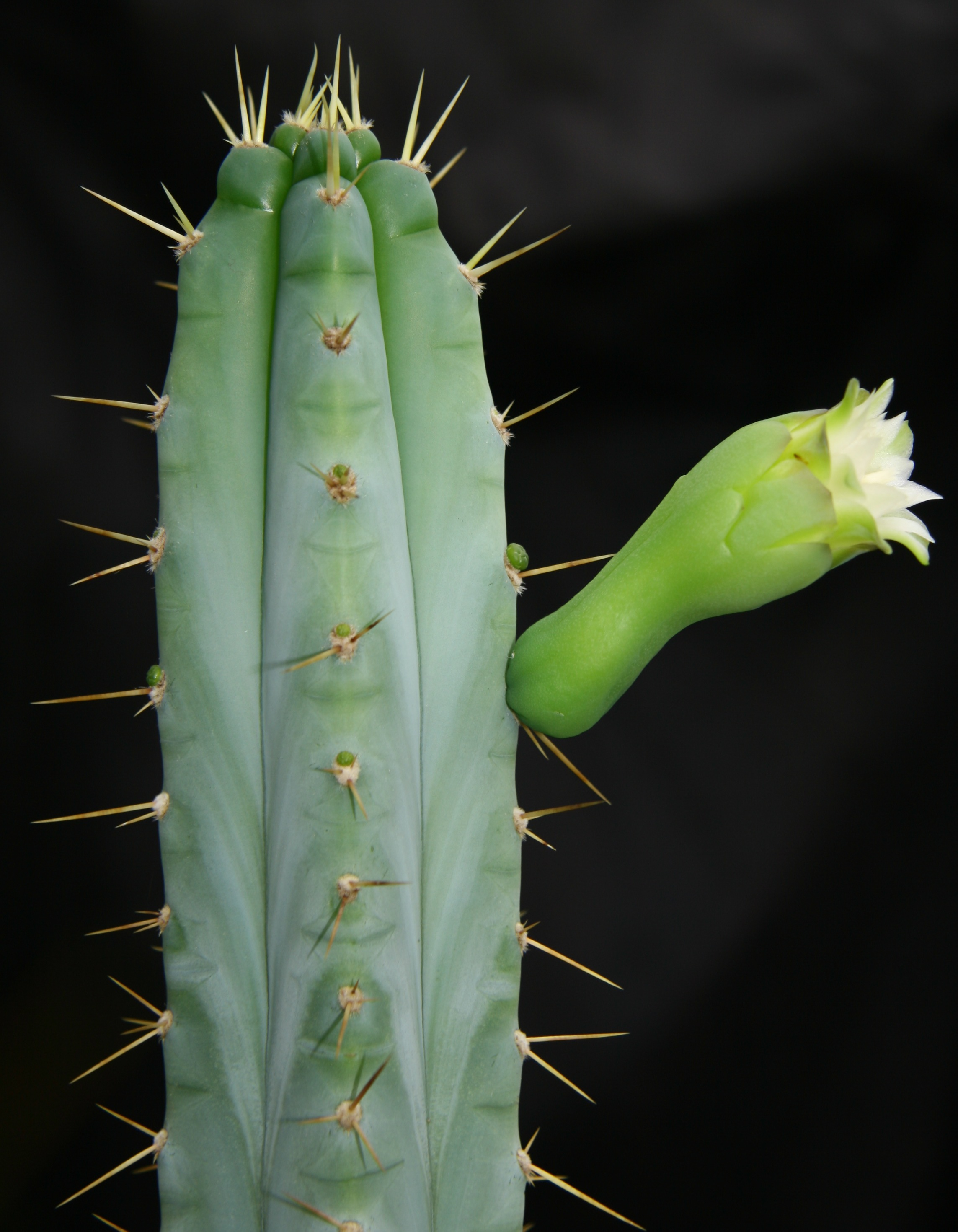
Pilosocereus pentaedrophorus
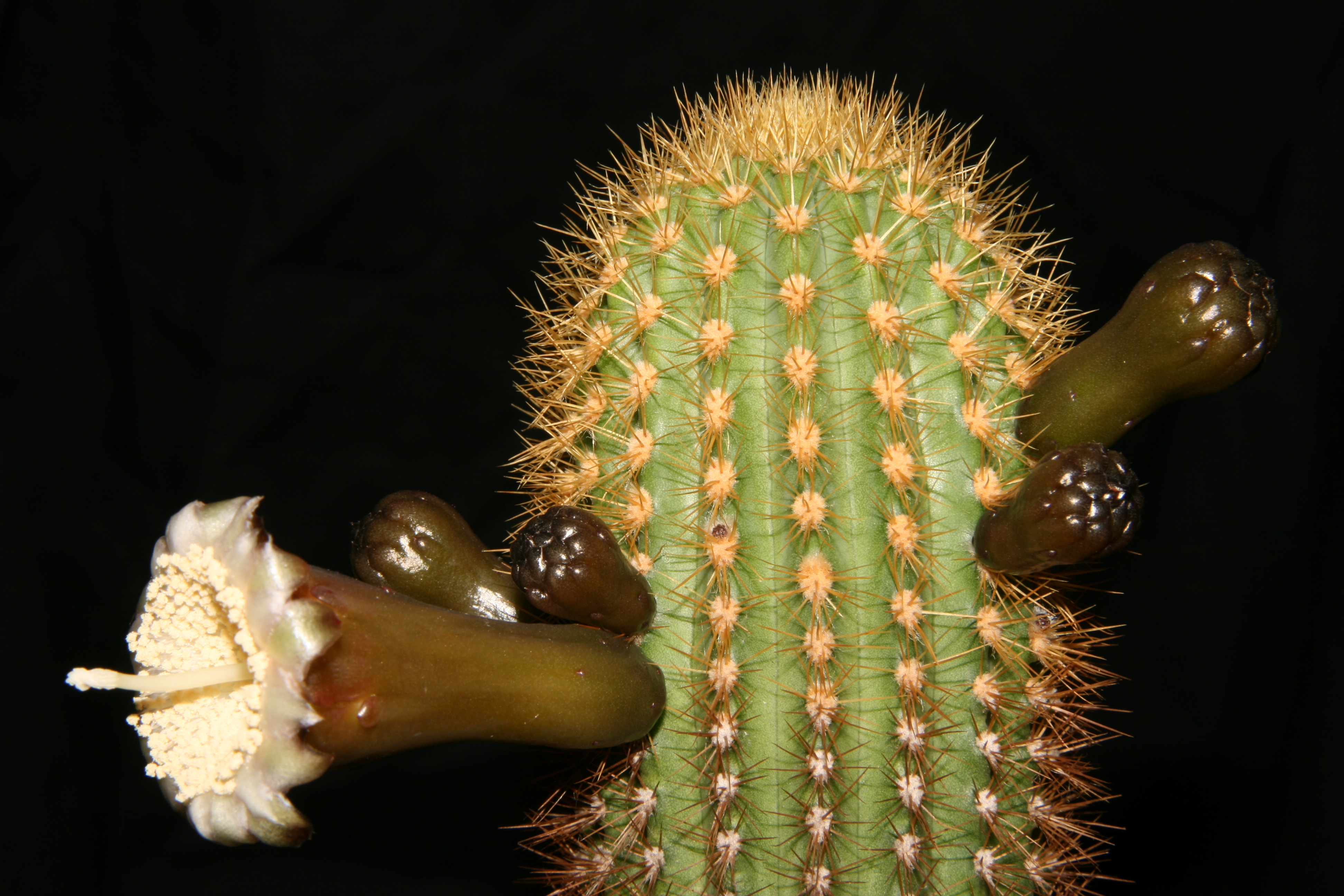
Pilosocereus piauhyensis
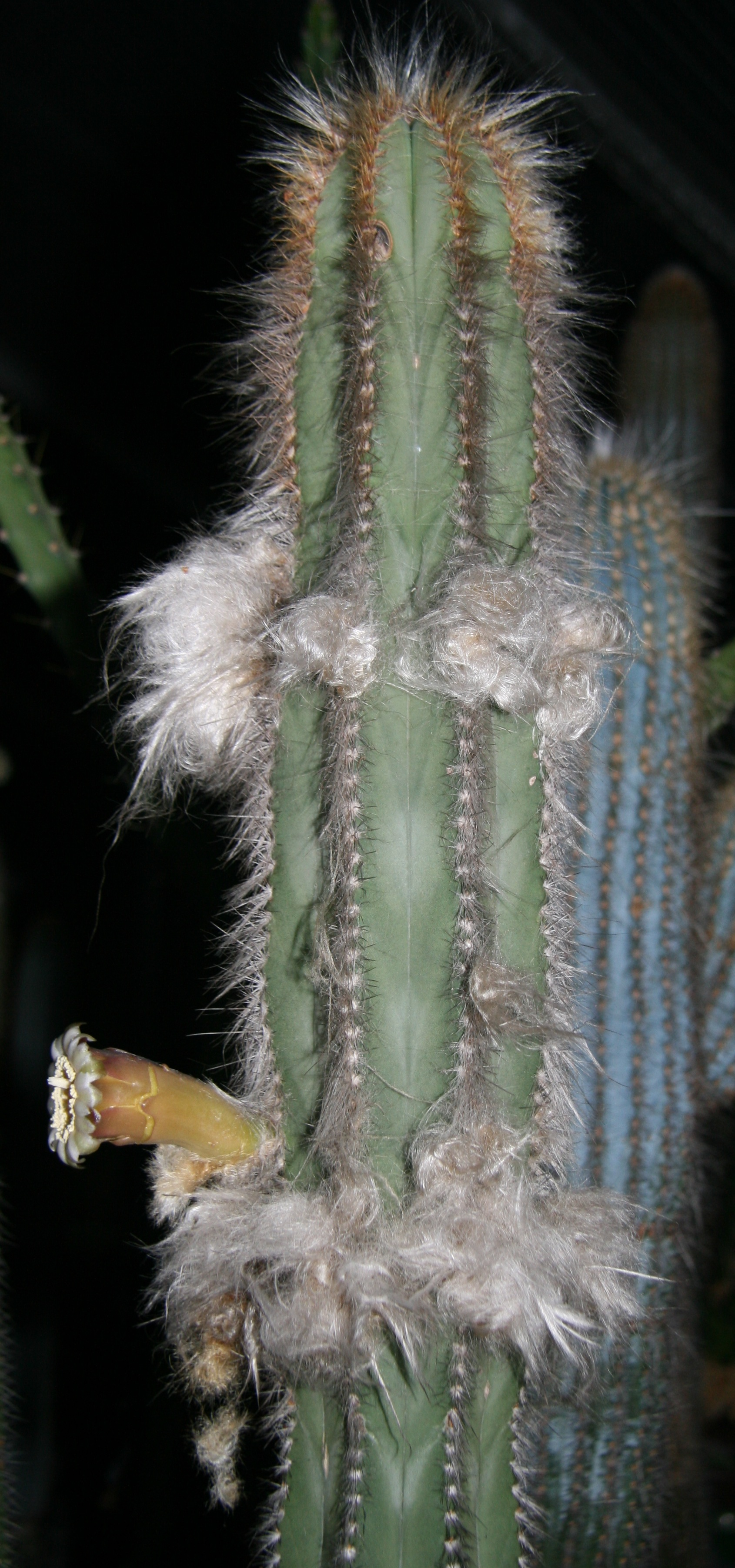
Pilosocereus pseudosuperfloccosus
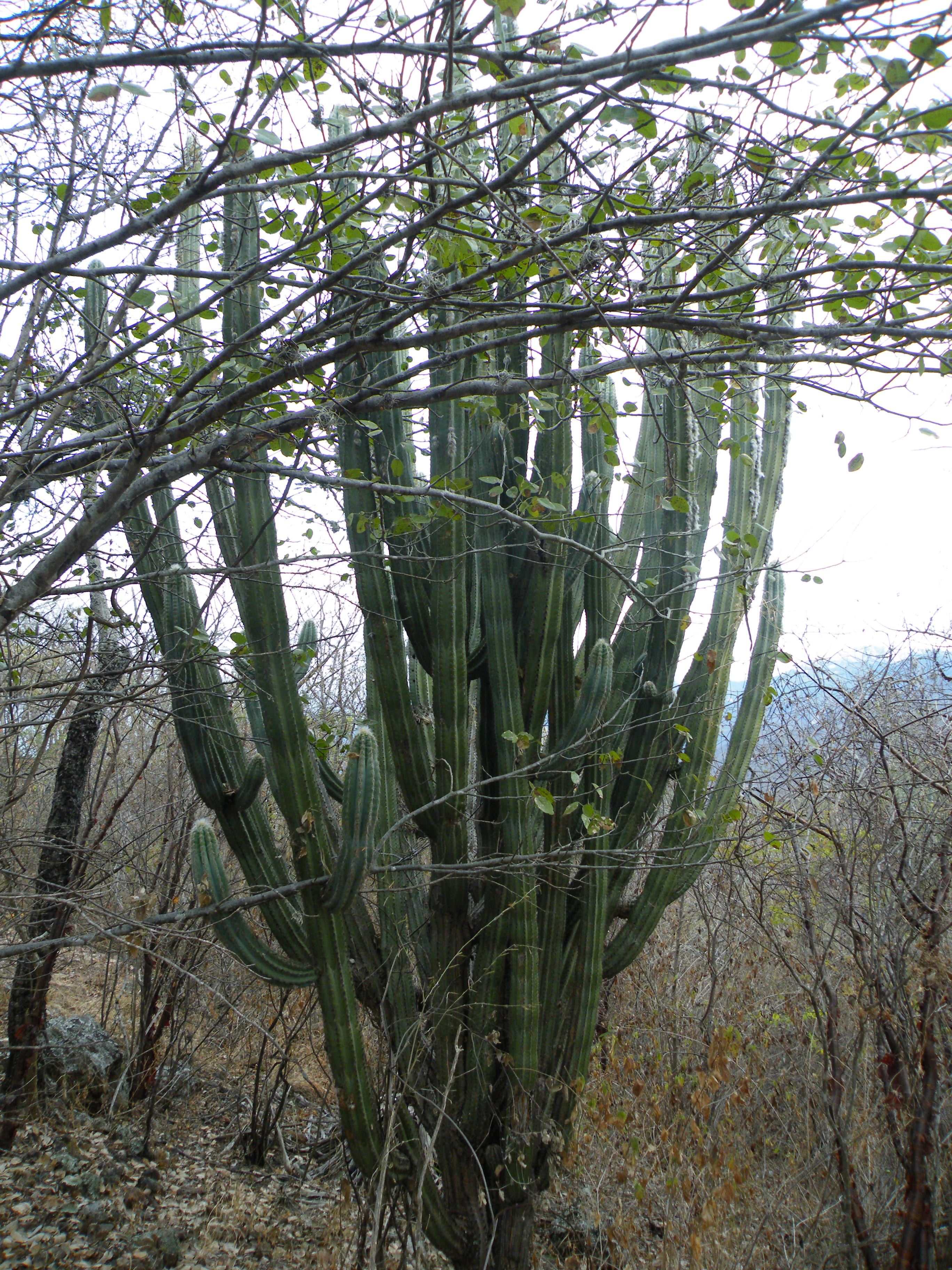
Pilosocereus quadricentralis
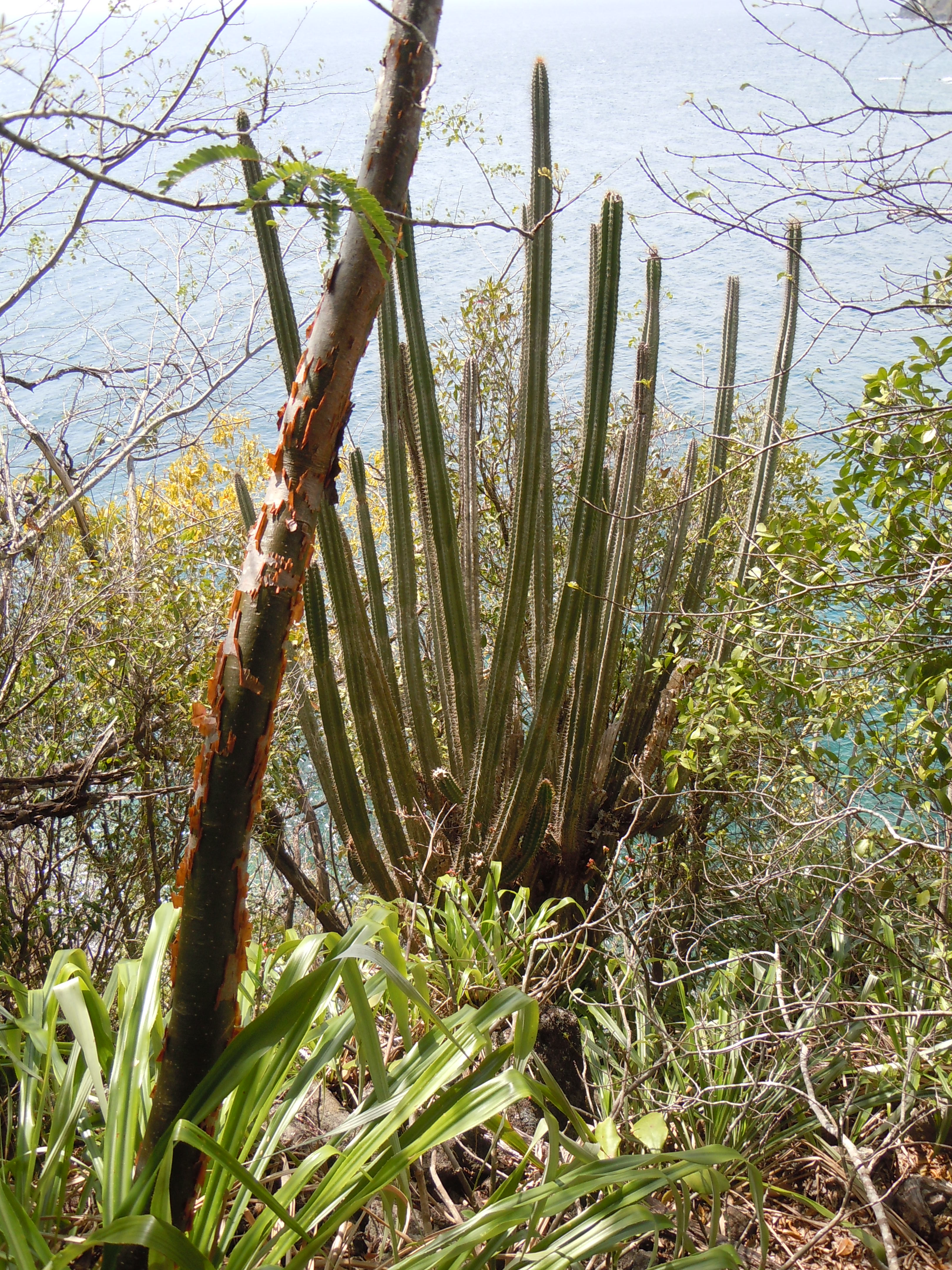
Pilosocereus royenii
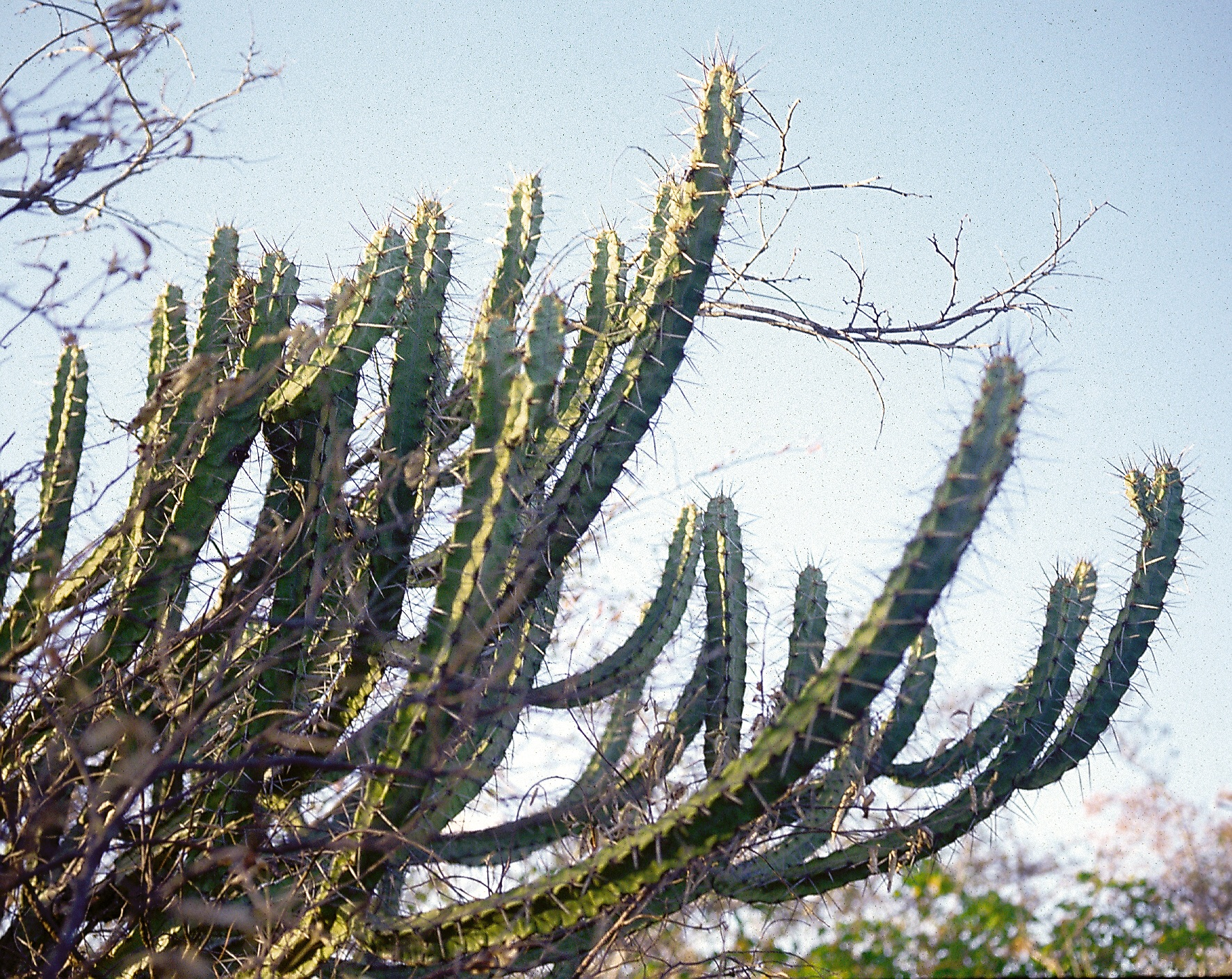
Pilosocereus tuberculatus
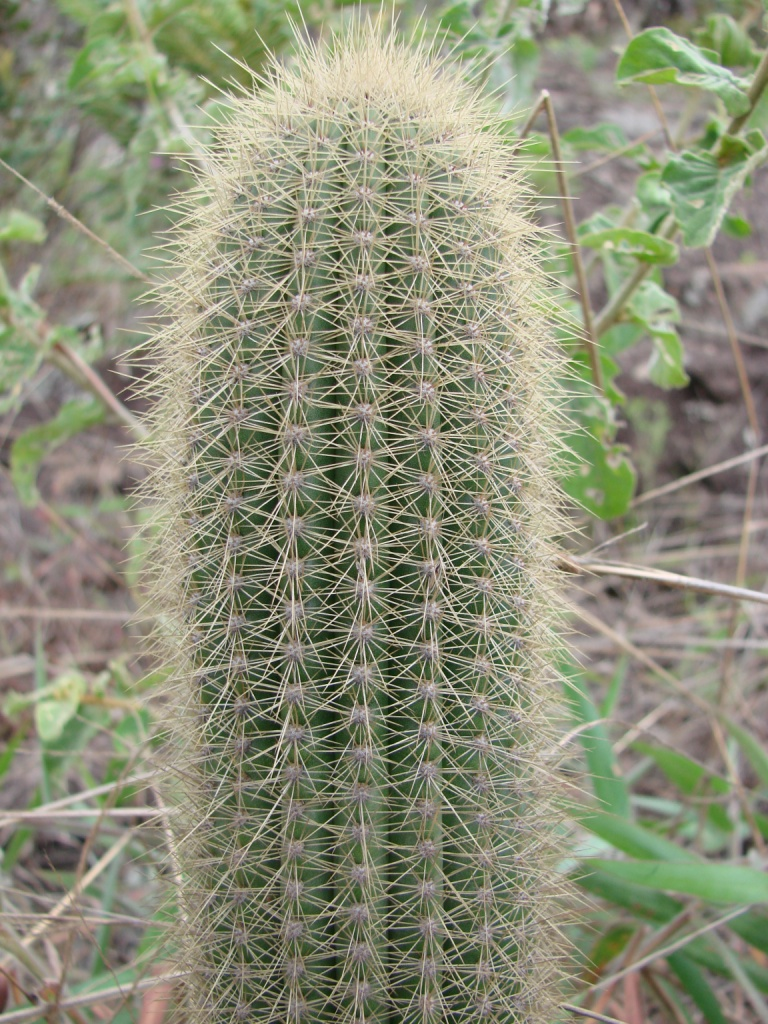
Pilosocereus vilaboensis

Acanthocalycium · 
Acanthocereus · 
Acharagma ·
Akersia ·  
Ancistrocactus · 
Ariocarpus · 
Armatocereus · 
Arrojadoa · 
Arthrocereus · 
Astrophytum · 
Austrocactus · 
Austrocylindropuntia · 
Aztekium · 
Bergerocactus · 
Blossfeldia · 
Bolivicereus · 
Brachycereus · 
Brasilicereus · 
Brasiliopuntia · 
Browningia · 
Calymmanthium · 
Carnegiea · 
Cephalocereus · 
Cephalocleistocactus · 
Cereus · 
Cintia ·
Cipocereus · 
Cleistocactus · 
Cochemeia · 
Coleocephalocereus · 
Consolea · 
Copiapoa · 
Corryocactus · 
Coryphantha · 
Cumulopuntia · 
Cylindropuntia · 
Dendrocereus · 
Denmoza · 
Discocactus · 
Disocactus · 
Echinocactus · 
Echinocereus · 
Echinomastus · 
Echinopsis · 
Epiphyllum · 
Epithelantha · 
Erdisia ·
Eriosyce · 
Escobaria · 
Escontria · 
Espostoa · 
Espostoopsis · 
Eulychnia · 
Facheiroa · 
Ferocactus · 
Frailea · 
Geohintonia · 
Grusonia · 
Gymnocalycium · 
Haageocereus · 
Harrisia · 
Hatiora · 
Hylocereus · 
Isolatocereus · 
Jasminocereus · 
Lasiocereus · 
Lemaireocereus · 
Leocereus · 
Lepismium · 
Leptocereus · 
Leuchtenbergia · 
Lobivia · 
Lophophora · 
Maihuenia · 
Maihueniopsis · 
Mammillaria · 
Mammilloydia · 
Matucana · 
Melocactus · 
Micranthocereus · 
Mila · 
Miqueliopuntia · 
Myrtillocactus · 
Neobuxbaumia · 
Neolloydia · 
Neoraimondia · 
Neowerdermannia · 
Notocactus · 
Obregonia · 
Opuntia · 
Oreocereus · 
Oroya · 
Ortegocactus · 
Pacherocactus · 
Pachycereus · 
Parodia · 
Pediocactus · 
Pelecyphora · 
Peniocereus · 
Pereskia · 
Pereskiopsis · 
Pierrebraunia · 
Pilosocereus · 
Polaskia · 
Praecereus · 
Pseudoacanthocereus · 
Pseudorhipsalis · 
Pterocactus · 
Pygmaeocereus · 
Quiabentia · 
Rauhocereus · 
Rebutia · 
Rhipsalis · 
Samaipaticereus · 
Schlumbergera· 
Sclerocactus · 
Selenicereus · 
Setiechinopsis · 
Stenocactus · 
Stenocereus · 
Stephanocereus · 
Stetsonia · 
Strombocactus · 
Sulcorebutia · 
Tacinga · 
Tephrocactus · 
Thelocactus · 
Trichocereus · 
Tunilla · 
Turbinicarpus · 
Uebelmannia · 
Weberbauerocereus · 
Weberocereus · 
Weingartia ·  
Yavia · 
Yungasocereus · 
Zygocactus ·